# Karmacoma
Karmacoma è un singolo del gruppo musicale trip hop britannico Massive Attack, pubblicato nel 1995.

## Il brano
Il brano contiene testi rappati dai due membri del gruppo 3D e Tricky. Nello stesso anno Tricky pubblica l'album Maxinquaye, in cui è presente il brano Overcome, riarrangiamento (non rappato e con una base differente) di Karmacoma.
Gli stessi Massive Attack registrarono una seconda versione del brano (senza Tricky) intitolandola Fake the Aroma per l'album di autori vari Help, i cui ricavati vennero destinati all'associazione di beneficenza War Child.

## Tracce
CD singolo
1. Karmacoma (radio) – 4:05
2. Karmacoma (Portishead Experience) – 3:57 – remix dei Portishead

Karmacoma EP
1. Karmacoma – 5:15
2. Karmacoma (The Napoli Trip) – 6:04 – remix di Ben Young
3. Karmacoma (U.N.K.L.E. Situation) – 5:38 – remix degli U.N.K.L.E.
4. Karmacoma (Portishead Experience) – 3:57 – remix dei Portishead
5. Karmacoma (Bumper Ball Dub) – 5:57 – remix di Mad Professor
6. Daydreaming (Blacksmith remix) – 5:22